# Ак-Булак (Ак-Суйский район)
Ак-Булак (кирг. Ак-Булак) — село в Ак-Суйском районе Иссык-Кульской области Кыргызстана. Входит в состав Ак-Булунского аильного округа. Код СОАТЕ — 41702 205 805 02 0.

## Население
По данным переписи 2009 года, в селе проживало 1942 человека.